# Гершт, Борис Иосифович
Борис Иосифович Гершт (5 июня 1937, Ростов-на-Дону, РСФСР, СССР — 15 августа 2020, Санкт-Петербург, Россия) — советский и российский театральный и телевизионный режиссёр, телеведущий, поэт. Профессор РГИСИ. Заслуженный работник культуры Российской Федерации.

## Биография
Родился 5 июня 1937 года в Ростове-на-Дону. В 1938 году с родителями переехал в Ленинград.
В период с 1959 по 1963 год играл в Народном театре Выборгского Дворца культуры, учился в вечерней театральной студии при Театре им. Ленсовета под руководством народного артиста СССР И. П. Владимирова, играл в спектаклях театра.
В 1960 году окончил Ленинградский электротехнический институт по специальности инженер-электрофизик и до 1963 года работал инженером на предприятиях города.
В 1963 году поступил в Ленинградский институт театра, музыки и кинематографии на режиссёрско-актёрский курс профессора, народного артиста СССР Г. А. Товстоногова. За время учёбы принимал участие в создании (как режиссёр) и играл в нашумевших студенческих спектаклях «Зримая песня» и «Вестсайдская история».
После окончания в 1968 году ЛГИТМиК поставил несколько спектаклей в театрах Ленинграда и Петрозаводска.
Соавтор слов (с К. Григорьевым) известной песни о Ленинграде «Дождь на Неве». А также не менее известной песни «Любовь останется», которую исполняла Мария Пахоменко.
С 1969 по 1998 год — режиссёр-постановщик Ленинградского телевидения (затем ГТРК «Петербург — 5 канал»). За время работы на телевидении создал около 2000 передач, в том числе 30 телеспектаклей и видеофильмов.
С 1978 года — преподавал в Ленинградском институте культуры, с 2000 года был мастером курса.
С 1985 года — преподаватель кафедры режиссуры телевидения ЛГИТМиК (ныне РГИСИ), с 1990 года — мастер курса, доцент, с 2009 — профессор.
В 1992 году вёл на 5 канале телеигру «Шаробан».
15 января 2010 года присвоено звание «Заслуженный работник культуры РФ».
С 2010 — член Академии Российского телевидения.
Скончался 15 августа 2020 года. Урна с прахом захоронена в Санкт-Петербурге на Серафимовском кладбище (уч. 4, сектор 1).

### Личная жизнь
Вдова — Анна Богуславская.

## Творчество

### Театральные постановки
- 1969 — «Машенька» (Петрозаводский русский драматический театр)
- 1972 — «Уходят женщины» (Ленинградский Малый драматический театр)
- 1994 — «Конёк-Горбунок» (Кемеровский театр музыкальной комедии)

### Студенческие спектакли
- 1990 — «Лисистрата» (мюзикл)
- 1992 — «Хозяйка гостиницы» (мюзикл)
- 1995 — «Дон Хиль Зелёные штаны» (мюзикл)
- 2001 — «Свои люди — сочтёмся»
- 2002 — «Двенадцатая ночь» (мюзикл)
- 2007 — «Платья. NET» («Голый Король»)
- 2009 — «Чума на оба ваши дома»

### Телефильмы и телепрограммы
- 1970 — телефильм «Песни остаются»
- 1970 — телефильм «Поёт „Аэлита“»
- 1974 — спектакль «Лишний день в июне» (совместно с О. Рябоконём)
- 1984 — спектакль по рассказам А. П. Чехова «Мужчина и женщина»
- 1985 — 18 мюзиклов для детей «Музыка для Буратино»
- 1986 — видеофильм «Артисты джазовые»
- 1987 — видеофильм «Гремит музыка полковая»
- 1987 — мюзикл «Конёк-Горбунок»
- 1987 — мюзикл «Планета Новогодних Ёлок»
- 1987 — спектакль по рассказу А. П. Чехова «Один из трёх»
- 1987 — мюзикл по пьесе Ж. Жироду «Алкмена и Амфитрион»
- 1987 — телефильм «Профессия миссис Уоррен»
- 1992 — мюзикл по пьесе Е. Шварца «А король-то голый»
- 1993 — телеспектакль «Романс о Санта Крусе» (по пьесе М.Фриша)

### Телевизионные программы
- 1969—1982 — 260 программ «Папа, мама и я — спортивная семья» (автор и ведущий)
- 1969—1972 — 50 передач из цикла «Горизонт»
- 1974—1982 — 100 программ из цикла «Студия молодых»
- 1982—1984 — 30 программ цикла «Пульс планеты»
- 1970—1988 — более 200 музыкальных, концертных и развлекательных передач
- 1971—1998 — около 250 трансляций и прямых эфиров
- 1989—1993 — 60 игровых программ «Шоу шанс», «Шаробан», «Тройка»
- 1994 — 12 программ «Пой с нами»
- 1994—1997 — 20 передач «Петербургские портреты»
- 1996—1997 — 50 программ из цикла «2003-й»
- 2005—2009 — 170 программ «К доске» со Светланой Крючковой
- 2007—2010 — ведущий и режиссёр рубрики «Как это было» в программе «Петербургский час»
- 2010—2020 — ведущий и режиссёр рубрики «Как это было» в программе «Петербургское телевидение»
- 2012—2020 — главный режиссёр возрождённой действующей программы «Папа, мама, Я — спортивная семья»

### Концертные постановки
- 1970—1975 — программы в 2-х отделениях ВИА «Поющие гитары», «Романтики», «Ровесники» «Добры молодцы», «Калинка», М. Кодряну
- 1977—1980 — новогодние ёлочные представления в ДС «Юбилейный»
- 1970—1988 — постановка программ и номеров артистам Ленконцерта
- 1997—1999 — постановка праздничных концертов в ДК им. Ленсовета, им. Горького, театре эстрады, БКЗ «Октябрьский»
- 1999 — спектакль «Спасите, кто может» в Театре Эстрады